# Gaius Considius Paetus
Gaius Considius Paetus war ein im 1. Jahrhundert v. Chr. lebendes Mitglied der römischen Plebejerfamilie der Considier und ein Sohn des Gaius Considius Longus.
Er stand wie sein Vater im Bürgerkrieg zwischen Gaius Iulius Caesar und Gnaeus Pompeius Magnus auf der Seite des Letzteren. Während sein Vater nach dem entscheidenden Sieg Caesars in der Schlacht bei Thapsus (7. Februar 46 v. Chr. nach dem julianischen Kalender = 6. April 46 v. Chr. vorjulianisch) auf der Flucht aus Thysdra (dem heutigen El Djem in Tunesien) von den ihn begleitenden Gaetulern erschlagen wurde, geriet Gaius Considius Paetus nach der Eroberung der Küstenstadt Hadrumetum (heute Sousse) in die Gefangenschaft Caesars, doch übte der Sieger Milde gegen ihn. Es ist fraglich, ob er 46 v. Chr. auch als Münzmeister amtierte.